# 伯利·格里芬湖

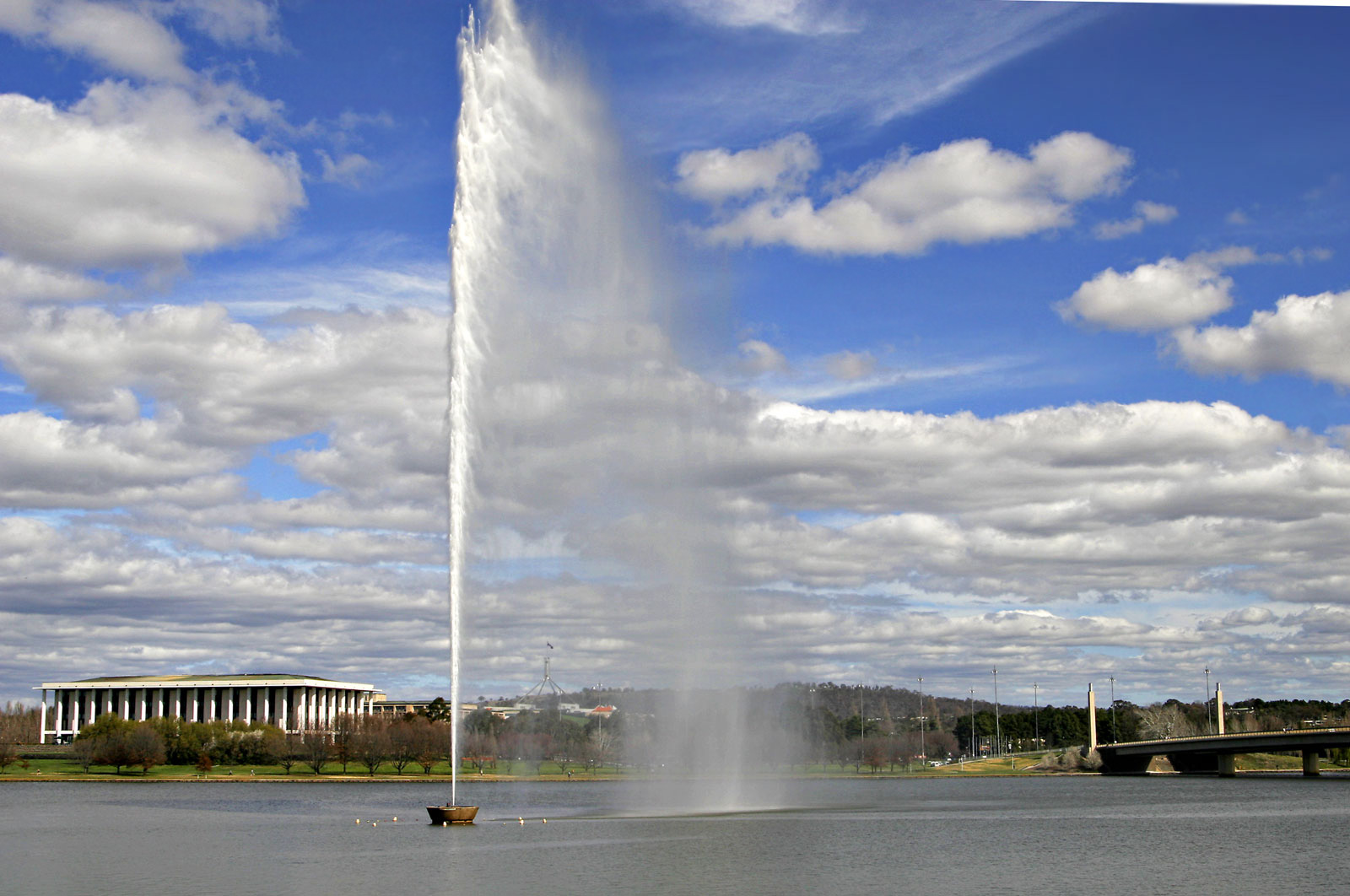
从中央盆地和库克船长 喷泉向國家圖書館与國會大廈望去

伯利·格里芬湖（英語：Lake Burley Griffin）位于澳大利亞首都領地堪培拉中心，从市中心与国会三角区之间流过，是一座人工湖。此湖系截取莫朗格洛河的部分建造，于1963年竣工，并筑有水坝。其名源于赢得堪培拉城市设计竞赛的建筑师沃尔特·伯利·格里芬。
為遵照格里芬原本的设计，此湖的位置靠近堪培拉的地理中心，许多重要机构如澳洲國立大學，澳洲國立美術館，澳洲國家博物館，澳洲國家圖書館与澳大利亚高等法院都坐落于它的湖岸，國會大廈也距此湖不远。其附近区域也相当受娱乐用户的欢迎，这在温暖的月份尤其明显。虽然较少有人在湖中游泳，但它常用于其他各种活动如划船、钓鱼与帆船。
33米高的斯克里布纳水坝控制湖的涨水，按照水坝的设计，它可以处理5000年一次的大洪灾。如果干旱时节有需要的话，水位可以通过放出古贡水坝的水来保持，古贡水坝坐落于莫朗格洛河上游支流。

## 设计

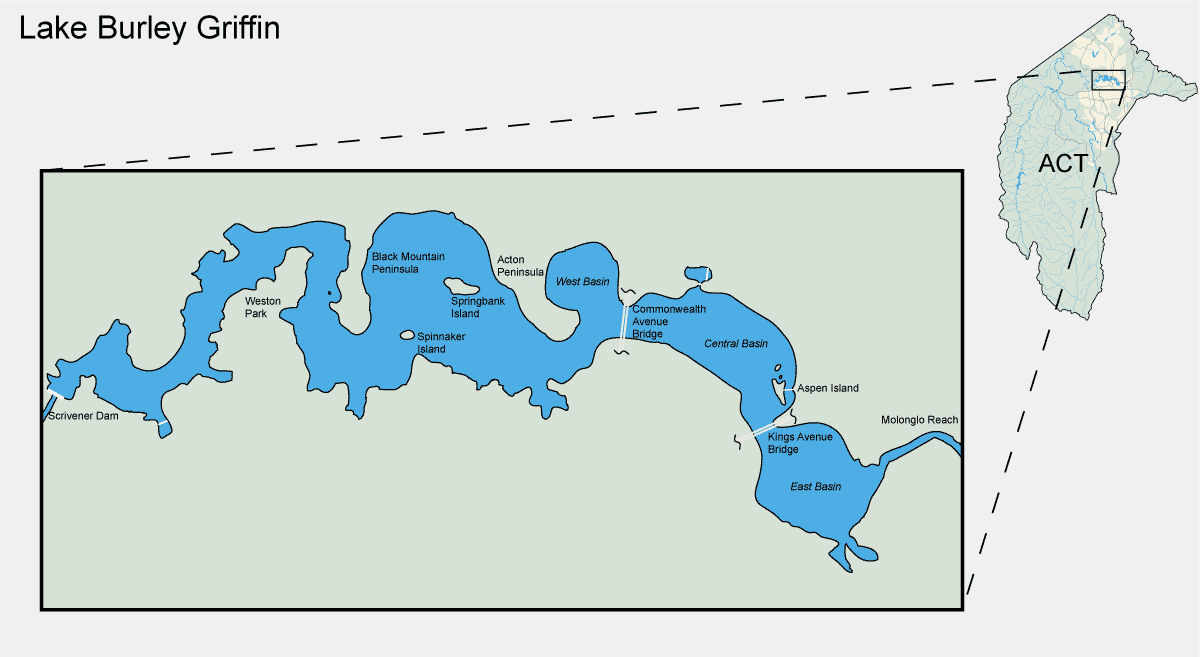
格里芬湖的地图

查尔斯·罗伯特·斯克里布纳（1855-1923）在1909年为堪培拉提出此地址的建议，并为此地区制订详细的调查计划，并提供给参加设计比赛的建筑师。后来斯克里布纳成为设计委员会的一部分，并负责修改格里芬湖的获奖设计。他建议改变湖的形状，格里芬原设计的几何形状变为一个更爲有機的形状，原设计中一系列的堰被一座水坝代替。新设计包括几个最佳方案的要素，但却被广泛批评为丑陋。湖的新计划保留格里芬的三个正式集水区：东方集水区，中心集水区，与西方集水区，但外形变得更加随意。虽然格里芬返回过几次，计划在随后的几年也再次改变，但委员会原来的设计仍被极大地保留下来。
湖中的湖水有3千3百万立方米，表面积为6.64平方千米。长度11千米，最宽处为1.2千米，湖岸线长40.5千米，水位高出平均海拔556米。格里芬湖内有6个岛屿，三个未命名岛屿和三个较大的已命名岛屿。在这些较大的岛屿中，亚斯班岛坐落于中心集水区而斯普林班克岛与斯宾那克岛坐落于西方湖泊。亚斯班岛由一条人行天桥连接到陆地，國家鐘樓即坐落于此。

## 建设

### 挖掘
格里芬湖的建设开始于1960年。当时气候干旱，莫朗格洛河的水流量大大减少，因此进展十分顺利。部分批评者认为此湖将成为蚊子的温床，因此建设时注意挖掘超过两米深的深度，这样既防止蚊子滋生，又为船的倾覆留出空间。湖的深度从东方的尽头处的大约2米，到水坝处的18米不等。平均深度为4米。

### 水坝

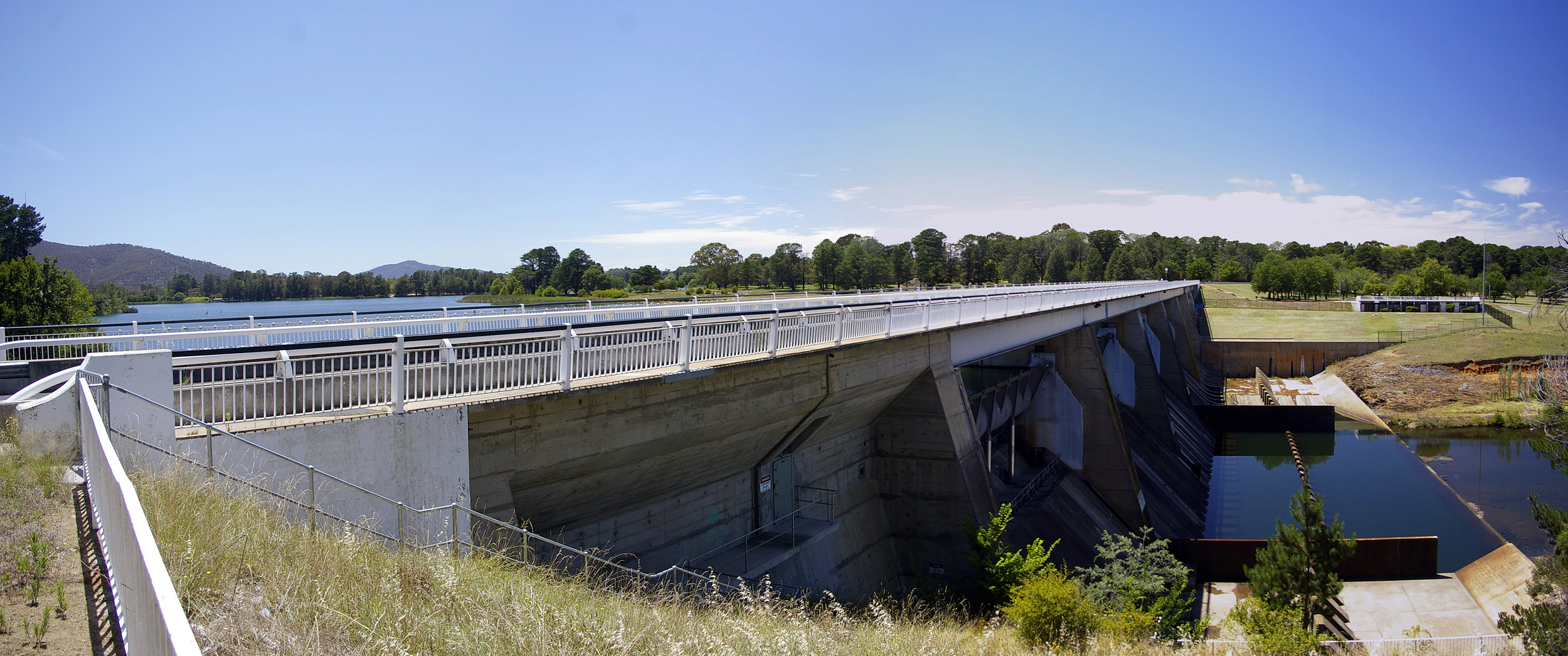
斯克里布纳水坝

格里芬湖的水坝以查尔斯·罗伯特·斯克里布纳的名字命名，叫做斯克里布纳水坝。水坝高33米，长319米，30.5米宽的液压机控制着鱼腹式水闸操作的五个泄洪道。鱼腹式的闸门能够精确地控制水位，减少高低水位之间的湖岸危险区域。在水坝的历史中，五个闸门只在1976年的涨水期间被同时打开过。按照水坝的设计，它可以处理5000年一次的大洪灾。水坝由55,000立方米的混凝土筑成，墙最厚处有19.7米厚。水坝墙顶的道路提供横跨此湖的第三条路。

### 蓄水
虽然干旱使建设非常容易，但在1963年9月20日阀门关闭之后，湖的蓄水过程便变得非常缓慢。七个月之后，水池中仍然只有很少的水流和一些蚊子出没。幸运的是，几天之后干旱就停止了，经过数天的大雨，湖终于蓄满水。
在1964年10月17日，罗伯特·孟席斯举办开幕式以纪念湖的蓄水和第一阶段完成。内政部长戈登·弗里斯提议认为孟席斯成为“物质意义上的湖的父亲”，因此湖应被命名为“孟席斯湖”。但孟席斯坚持认为湖泊应被命名为格里芬，因为他是堪培拉的设计者及负责湖的概念设计的人，而在堪培拉却没有纪念地。（格里芬通常称呼自己“沃尔特·格里芬”，但“沃尔特·伯利·格里芬”的称呼在澳大利亚已较为通用。）
湖的水位在严重旱灾的时候可能会低于预期的水位。这时可以释放莫朗格洛河支流昆安比恩河上的古贡水坝中储存的水来填补。古贡水坝建于1979年，以应对堪培拉和昆安比恩日益增长的供水需求，它最多能容纳1,245亿升水。

## 桥梁

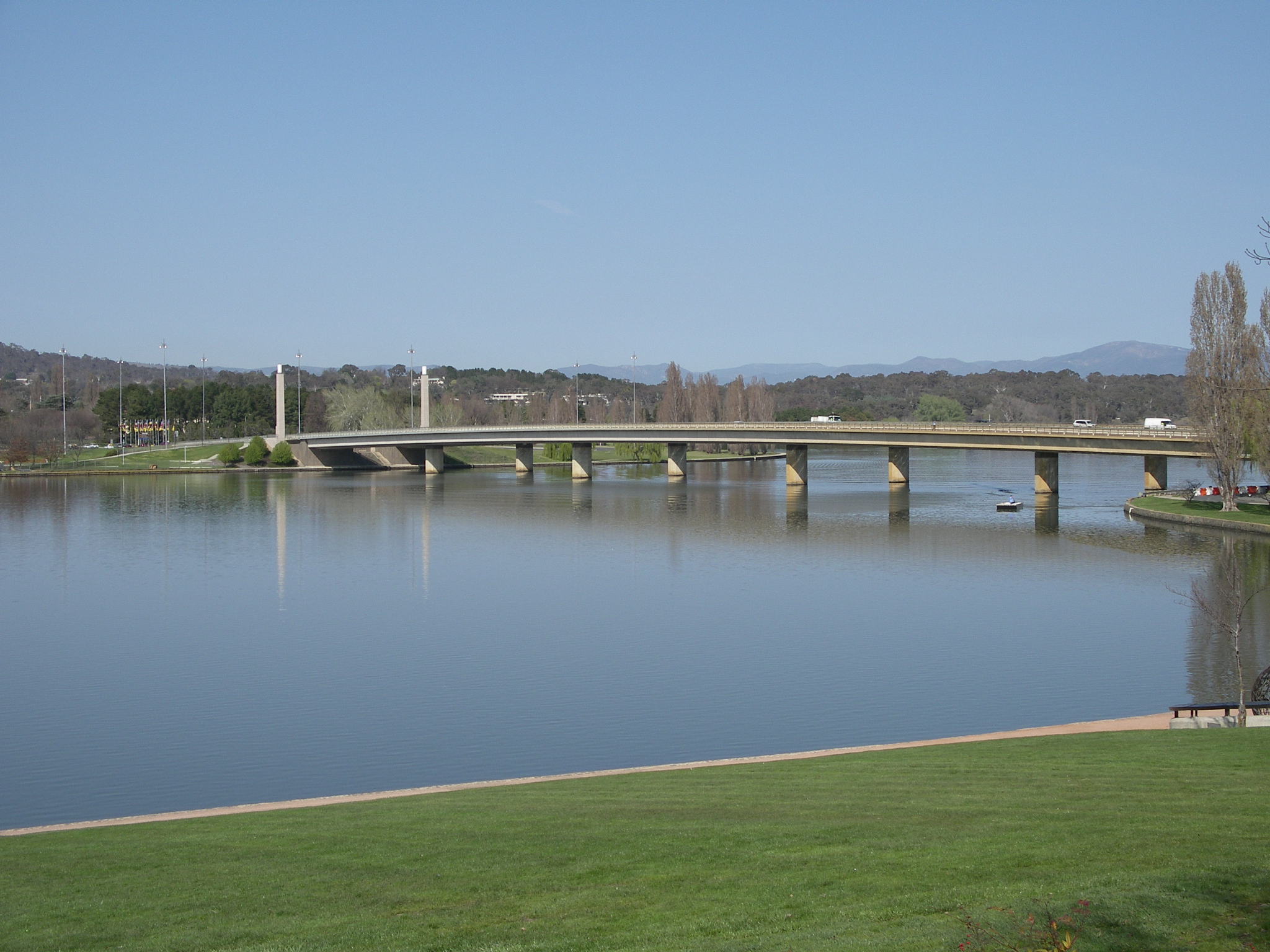
联邦大桥

联通格里芬湖两岸的有联邦大桥（310米），国王大桥（270米）和斯克里布纳水坝顶部的道路。两座大桥在于湖的填充之前建成，高度可以让有高桅杆的娱乐航行船通过。两座桥梁都有双向的车道，联邦大桥每个方向有三车道，而国王大桥有两车道。
联邦大桥与国王大桥的地址测试都于1959年末至1960年初进行。
斯克里布纳水坝顶部是丹文夫人路，有一条狭窄的二车道和一条自行车道。

## 库克船长纪念建筑

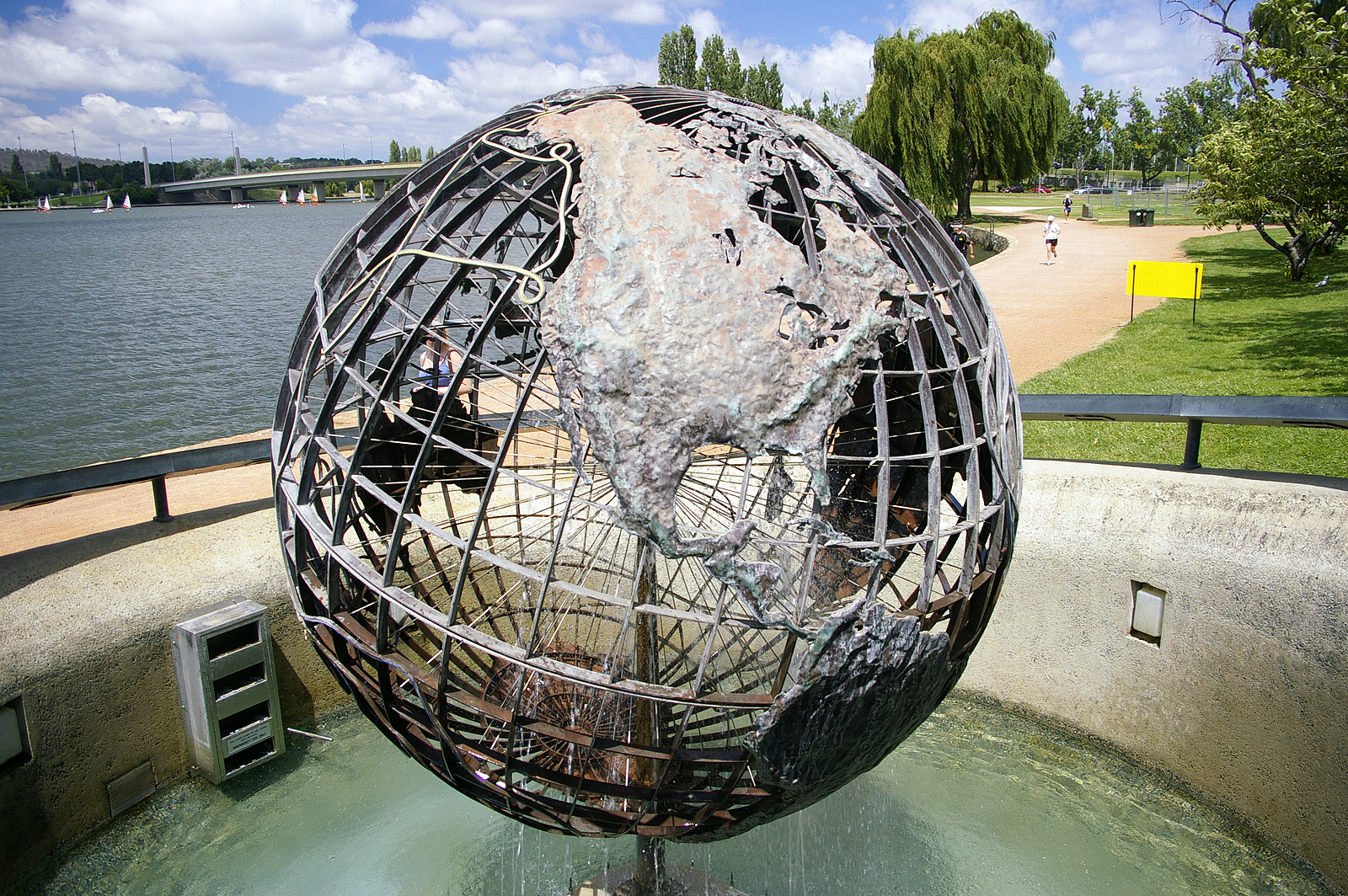
賽舟角的库克船长纪念建物

詹姆斯·库克船长的纪念建物由澳洲聯邦建造，以纪念詹姆斯·库克船长发现澳大利亚东海岸两百周年。纪念物包括坐落于中央集水区的一个喷泉，和一个坐落于賽舟角（Regatta Point）的、标有库克探险路径的地球雕塑。在1970年4月25日，女王伊丽莎白二世正式为纪念建筑举办落成典礼。
喷泉由两个驱动着四级离心泵的、560千瓦的电动机提供动力，每秒最多能够喷出250升水，高度最高达到183米高。水流速度在喷嘴处是260千米每小时。当两个泵同时运行，主喷射装置可以即时将大约六吨水喷入空气中，高度达到147米。如果喷泉只用一个泵运行，则高度只能达到110米。在特殊场合中亦可以用于照明，灯光往往是彩色的。
喷泉于上午10点到11点45分，以及下午2点到3点45分运转。在夏天，喷泉也会额外地于傍晚7点到9点运转。有大风的时候喷泉会自动停止运转，如果水落在附近的联邦大桥，会对交通造成危险。湖的水位因干旱而降低时，喷泉也必须不时关闭。

## 水质
不幸的是，有毒的蓝绿藻在湖中普遍十分繁盛。检测显示湖水已有藻华，因此关于接触水警告已被发出。当局正试图限制磷酸盐进入湖的额度以提高水质。蓝绿藻（更准确地称为蓝菌）产生的毒素，会对接触受污染的水的人和其他任何动物造成伤害。已有几例事件中，狗在湖中玩耍与喝水后受到影响。
水因为高浑浊度呈现出暗蓝色，这也许是在湖底喂养过多引进的鲤鱼所致。

## 湖滨娱乐

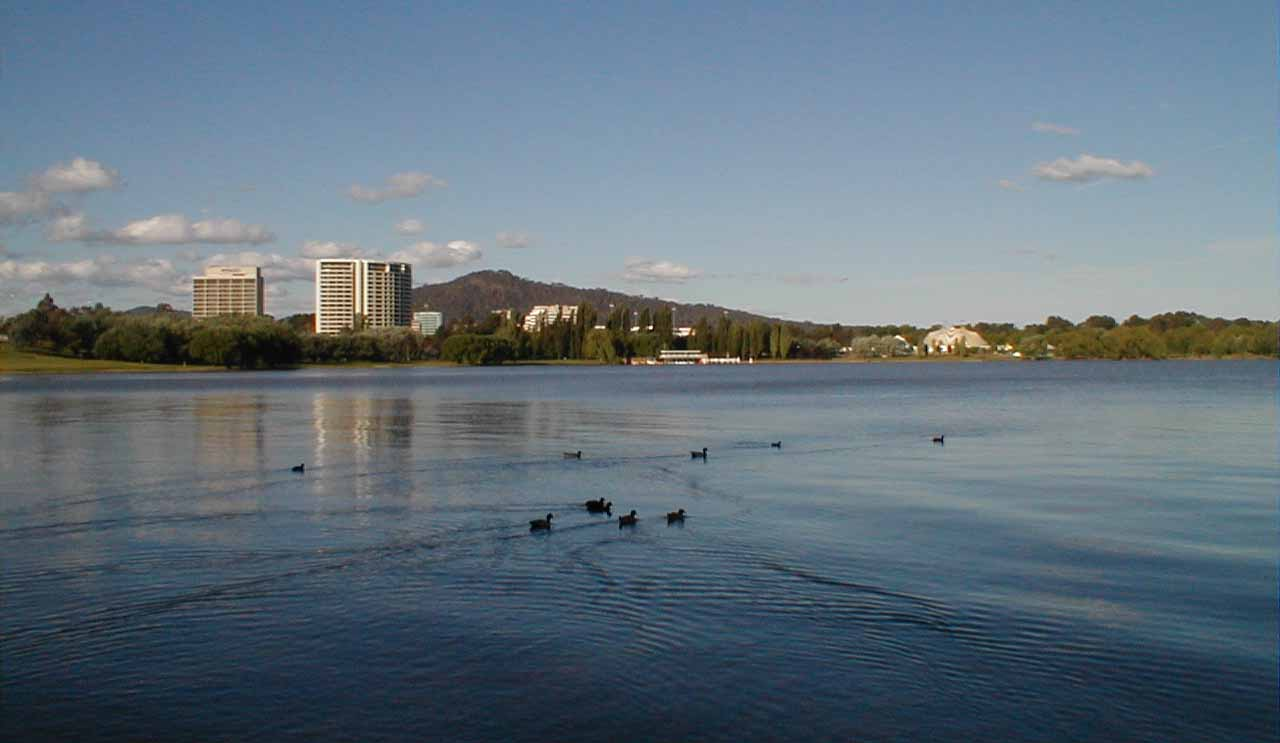
从阿克顿半岛向西方集水区对岸望去

格里芬湖的附近区域是很受欢迎的娱乐区域，这在温暖的月份尤其明显。大部分湖岸线上都是公共公园，里面有免费的电烧烤设备、围起来的游泳区、野餐桌和厕所。一些公园，如联邦公园、韦斯顿公园、国王公园、银色公园、伦诺克斯花园与联邦区域，会提供公众娱乐。湖周围也有一个自行车道，绕湖骑马, 步行或慢跑已成为周末流行的活动。烟火常常在元旦前夕于湖上燃放，从1988年开始，湖边一直有一个大型年度烟火表演，叫做天空火焰。

### 水上运动
伯利·格里芬湖除了观赏，也用于许多娱乐活动。划船，航行与滑浪风帆整年都十分流行。湖西方的尽头有一个赛艇场地。游泳变得越来越少见，因为人们是担心水质，而且水温通常很冷。在夏季，湖上有众多的铁人三项与水陆两项比赛，包括亲穆仪铁人三项节。

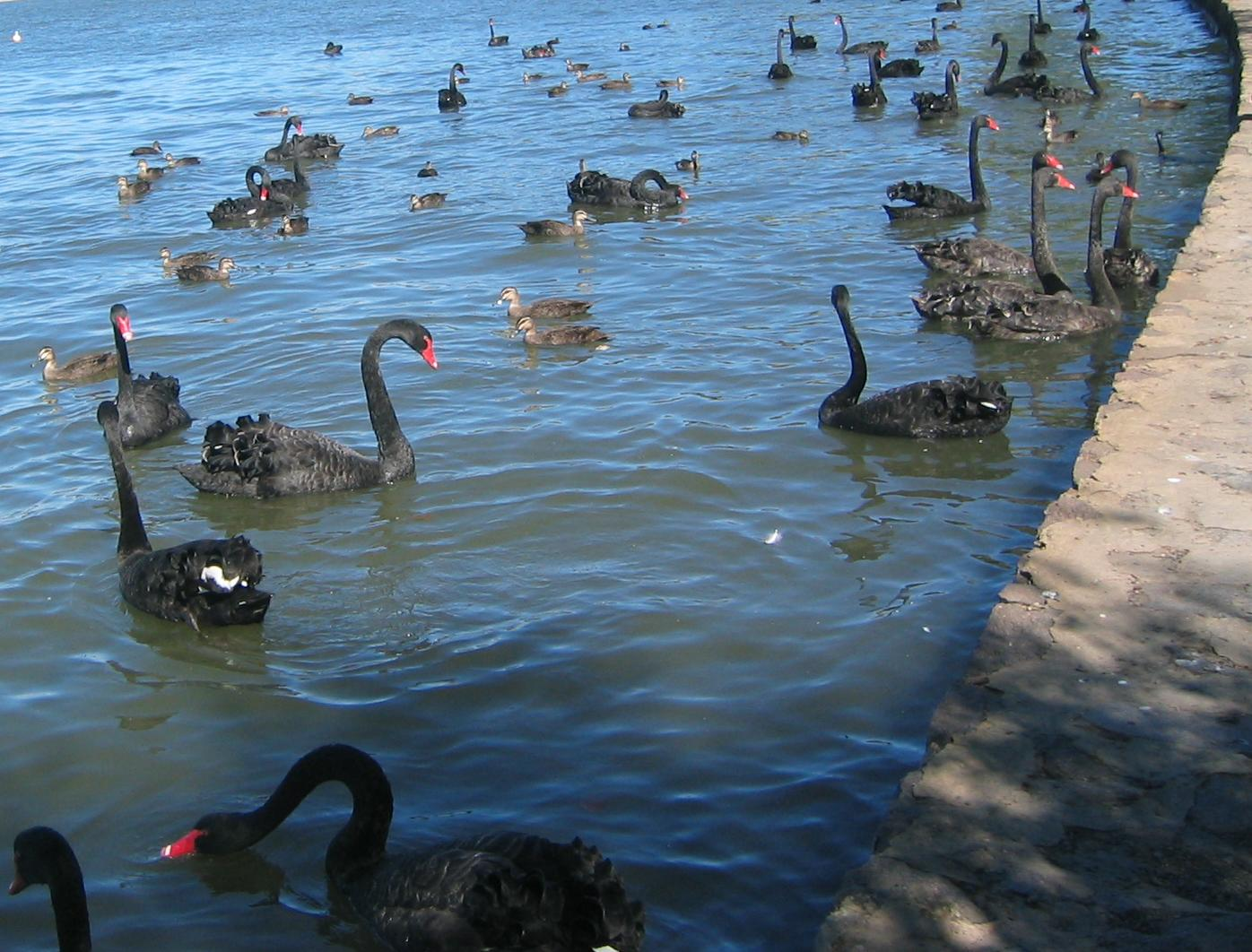
黑天鹅聚集在格里芬湖东方集水区。

一般来说在湖上不允许使用摩托艇。但救援，培训，商业用途或有特殊意义（例如历史上著名的轮船等）时可以允许。莫朗格洛河进入东方集水区前的一段区域是为划水而留出。摩托艇也许可以在这段限制的区域中使用。

### 钓鱼
钓鱼在湖边是相当流行的活动，湖中最普遍的物种是引进的鲤鱼。该湖每年都会储备各种引进和本地的物种。自1964年以来，超过126万条的鱼已被放入湖中。每年都有年度监测进行，以确定鱼类总数。2001年的调查报告显示只有鲤鱼与河鲈，河鲈既有引进的种类，也有本地的金鲈。但是一些不太常见的物种也居住在湖中，包括本地的墨瑞鳕、西方黄黝鱼和银鲈，以及引进的金鱼，“食蚊鱼”， 虹鳟 和褐鳟.

自从湖被填充以来，湖中鱼的总数已经有很大的改变。外来的鳟鱼的放养已经被放弃，因为该湖已被证明是一个温暖的，富营养化的栖息地，不适合引进的鳟鱼生存。

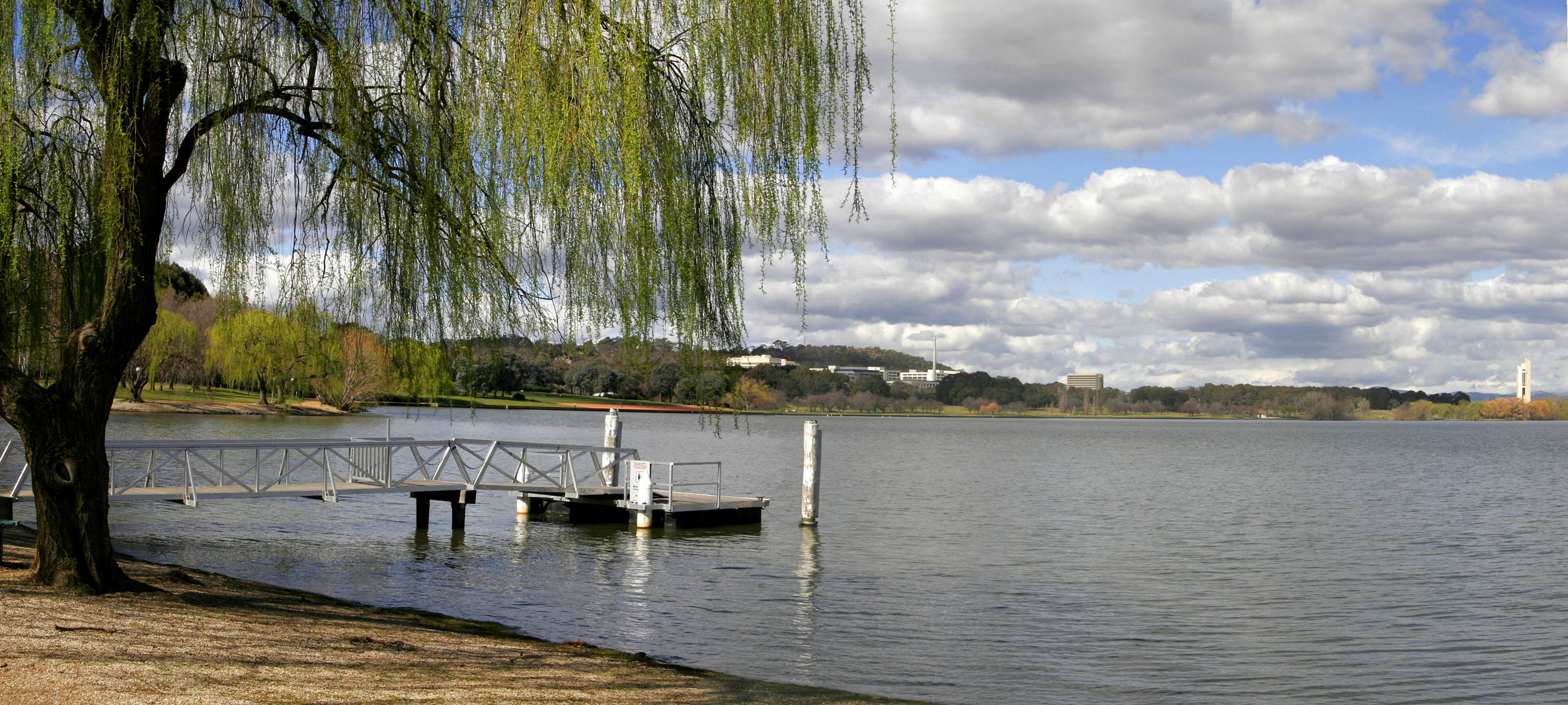
沿中心集水区向钟楼与国防总部看去

自从20世纪80年代，有规律的放养开始以来，金鲈和墨累鳕已重新达到合理数量；它们是莫朗格洛河在湖建成之前原有的本地鱼类，但因莫朗格洛河在20世纪30年代到40四十年代受到采矿污染而失去。如今只有金鲈和墨累鳕仍在向湖中放养。墨累鳕十分显眼，因为它们几乎是淡水鱼中最大的，在格里芬湖中这点尤其明显：记录显示有大约38公斤的样本，无疑湖中还有一些更大的墨累鳕。

## 安全

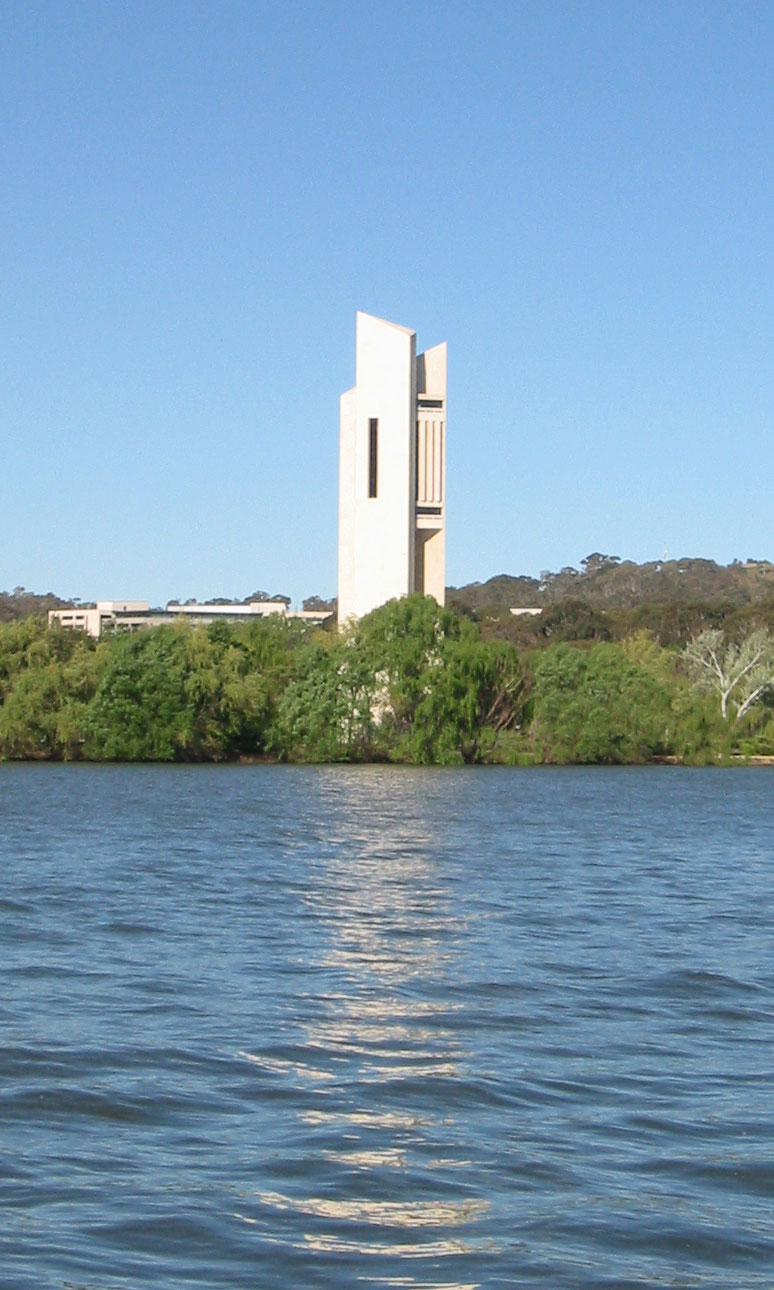
亚斯班岛上的国家钟楼

该湖由澳大利亚联邦警察局水上警察巡逻。水上警察为湖的用户提供援助，帮助纠正船的位置并将不能运转的船拖到岸上。
为了安全，格里芬湖大多数游泳场所都有围起来的区域。在更受欢迎的地方，也有装有救生衣的安全衣柜，和用于求助的紧急电话。在1962年和1991年之间，共七人在格里芬湖死于溺水。
因为安全与水质的原因，湖在每个部分被分为不同活动区域。每个部分的分区如下：
- 莫朗格洛河段，莫朗格洛河进入东方集水区前的一段区域，可以进行直接接触水的活动，例如游泳和滑水。
- 东方集水区，从莫朗格洛河段到国王大桥的区域，只能进行间接接触水的水上运动（如航行或划船）。这部分的湖水较浅，在有风的时候，湖底的污浊可能升起，则湖水会有较高的浊度。这片区域的岸上筑了围墙以阻止游泳。
- 中心集水区，在国王大桥与联邦大桥之间的区域，也是只能间接接触水的区域，并被筑了围墙。
- 西方湖泊与塔库拉河段，从联邦大桥到异叶瓶树点的区域，是湖的直接娱乐区域。直接与间接接触水的运动都被允许。沙滩，下水坡道以及码头的建设促进了这段区域湖的使用。
- 亚勒芒迪河段，坐落于斯克里布纳水坝一个标记了的划船赛道之前，被划为间接接触区域，但也允许直接接触水。

## 湖边著名地点

### 东方集水区
- Kingston Foreshores Development
- Kingston动力室

### 中心集水区
- 联邦公园
- 联邦区域
- 澳大利亞高等法院
- 國家鐘樓
- 澳洲國立美術館
- 澳洲國家圖書館
- 国立科学技术中心
- 帆船赛点

### 西方集水区
- 阿尔伯特娱乐场
- 堪培拉酒店
- 伦诺克斯花园
- 澳洲國家圖書館

### 西方湖泊
- 澳洲國立大學
- 黑山電訊塔
- 澳洲總督府
- 韦斯顿公园
- 亚勒兰拉游艇俱乐部